# ليندسي هارتفيغ
ليندسي هارتفيغ (بالإنجليزية: Lindsay Hartwig)‏ هو سياسي أسترالي، ولد في 29 ديسمبر 1919 في إيدزفولد في أستراليا، وتوفي في 2 أبريل 1996 في Darling Downs ‏ في أستراليا. نشط حزبياً في مستقل. وقد انتخب عضو المجلس التشريعي ولاية كوينزلاند.